# Seven Femenino de China
El Seven Femenino de China fue un torneo anual femenino de rugby 7 que se disputaba en China desde 2014 al 2014. 
Formó parte de la Serie Mundial Femenina de Rugby 7.
El torneo tiene lugar en el Guangzhou University Town Stadium de Guangzhou.
Su último campeón fue la selección de Nueva Zelanda.

## Palmarés
| Año  | Sede                              | Campeón       | Marcador | Subcampeón |
| ---- | --------------------------------- | ------------- | -------- | ---------- |
| 2013 | Guangzhou University Town Stadium | Nueva Zelanda | 19 - 5   | Inglaterra |
| 2014 | Guangzhou University Town Stadium | Nueva Zelanda | 26 - 12  | Australia  |

## Posiciones
Número de veces que las selecciones ocuparon cada posición en todas las ediciones.
| Equipo        | Campeón | 2º puesto |
| ------------- | ------- | --------- |
| Nueva Zelanda | 2       |           |
| Inglaterra    |         | 1         |
| Australia     |         | 1         |